# Jesse Vandenbulcke
Jesse Vandenbulcke (Geluwe, 17 gennaio 1996) è una ciclista su strada e pistard belga che corre per il De Ceuster Bouwpunt Cycling Team. Attiva come Elite dal 2015, nel 2019 ha vinto il titolo nazionale in linea su strada.

## Palmarès

### Strada
- 2014 (Juniores)

Campionati belgi, Prova a cronometro Junior
- 2019 (Doltcini-Van Eyck Sport, una vittoria)

Campionati belgi, Prova in linea Elite
- 2023 (Human Powered Health, una vittoria)

Aphrodite Cycling Race, Prova in linea

#### Altri successi
- 2024 (De Ceuster-Bonache Cycling Team)

Provinciaal Kampioenschap Oost-Vlaanderen, Prova a cronometro
1ª tappa Vermarc Cycling Project (Tervuren > Tervuren)
2ª tappa Vermarc Cycling Project (Sint-Martens-Bodegem > Sint-Martens-Bodegem)
Classifica generale Vermarc Cycling Project
Wasseiges
Heusden Koers Dames
Erwetegem

### Pista
- 2012 (Juniores)

Campionati belgi, Inseguimento a squadre Junior (con Dana Lodewyks e Saartje Vandenbroucke)
- 2013 (Juniores)

Campionati belgi, Inseguimento a squadre Junior (con Lenny Druyts e Saartje Vandenbroucke)
- 2014 (Juniores)

Campionati belgi, Omnium Junior

## Piazzamenti

### Grandi Giri
- Giro d'Italia

2021: 62ª
- Tour de France

2022: 83ª

### Classiche monumento
- Giro delle Fiandre

2016: 101ª
2019: 52ª
2020: ritirata
2021: 49ª
2023: 59ª
- Liegi-Bastogne-Liegi

2021: 42ª
2023: 20ª
- Liegi-Bastogne-Liegi

2021: ritirata
2022: fuori tempo massimo

### Competizioni mondiali
- Campionati del mondo su strada

Yorkshire 2019 - In linea Elite: 77ª
Imola 2020 - In linea Elite: 53ª
Fiandre 2021 - In linea Elite: 48ª
Wollongong 2022 - Staffetta mista: 8ª
Wollongong 2022 - In linea Elite: ritirata
- Campionati del mondo su pista

Glasgow 2013 - Scratch Junior: 13ª
Glasgow 2013 - Inseguimento individuale Junior: 19ª
Glasgow 2013 - Corsa a punti Junior: 8ª
Seul 2014 - Scratch Junior: 14ª
Seul 2014 - Omnium Junior: 5ª

### Competizioni continentali
- Campionati europei su strada

Olomouc 2013 - In linea Junior: fuori tempo massimo
Nyon 2014 - Cronometro Junior: 21ª
Alkmaar 2019 - In linea Elite: ritirata
Plouay 2020 - In linea Elite: 30ª
Trento 2021 - In linea Elite: ritirata
Monaco di Baviera 2022 - In linea Elite: 69ª
Limburgo 2024 - Staffetta mista Elite: 3ª
Limburgo 2024 - In linea Elite: 28ª
- Campionati europei su pista

Anadia 2013 - Inseguimento individuale Junior: 14ª
Anadia 2013 - Inseguimento a squadre Junior: 3ª
Anadia 2013 - Scratch Junior: 6ª
Anadia 2014 - Inseguimento a squadre Under-23: 6ª
Anadia 2014 - Corsa a punti Junior: 6ª
Anadia 2014 - Scratch Junior: 15ª
Atene 2015 - Inseguimento individuale Under-23: 21ª
Atene 2015 - Corsa a punti Under-23: 19ª
Atene 2015 - Scratch Under-23: 17ª